# Haccombe House

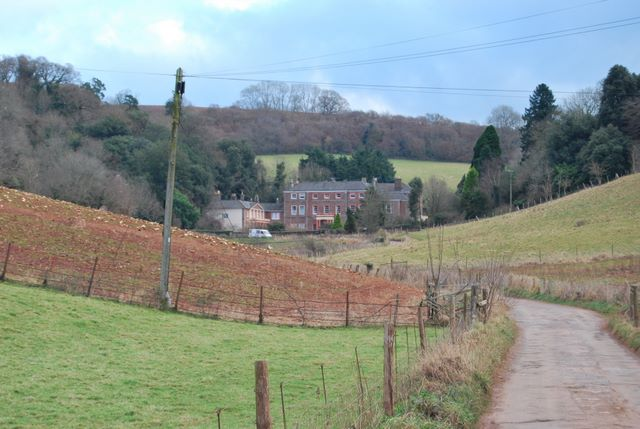
Haccombe House

Haccombe House ist ein ehemaliges Herrenhaus in Devon in Großbritannien. Das als Kulturdenkmal geschützte Anwesen liegt im Dorf Haccombe with Combe etwa vier Kilometer östlich von Newton Abbot.

## Geschichte
Bei der normannischen Eroberung Englands erwarb Stephen de Haccombe nach 1066 das Gut Haccombe. Über seine Nachfahren gelangte es in den Besitz der Familie Arundell, bis es Nicholas Carew im 15. Jahrhundert durch seine Heirat mit der Erbin Joan Courtenay erwarb. Joan Courtenay vermachte das Gut ihrem jüngeren Sohn Sir Nicholas Carew († 1469), der die Familie Carew von Haccombe begründete. Das jetzige Herrenhaus stammt im Kern aus dem 18. Jahrhundert und wurde zu Beginn des 19. Jahrhunderts umgebaut. Ob dieser Umbau unter Thomas Carew, 6. Baronet († 1805) oder unter dessen Sohn Henry Carew, 7. Baronet († 1830) erfolgte, ist nicht geklärt. Ein weiterer Umbau erfolgte um 1838. Das Anwesen blieb bis 1942 im Besitz der Familie Carew. Danach diente es unter anderem als Schule, bis es schließlich in Wohnungen unterteilt wurde. Seit 1955 als Kulturdenkmal geschützt, wird es seit dem 2. Dezember 1988 als Kulturdenkmal der Kategorie Grade II* bewertet.

## Anlage
Das im schlichten georgianischen Stil erbaute Haus besitzt zwei Vollgeschosse und ein Attikageschoss und ist aus rotem Sandstein errichtet. Der dreiachsige Mittelteil ist kaum von der Fassade abgesetzt. Von den Schmuckelementen des 18. Jahrhunderts sind nur rustifizierten Ecken sowie ein von zwei ionischen Säulenpaaren getragener Balkon über der Eingangstür das Haus erhalten. Das schlichte Walmdach ist mit Schiefer gedeckt. Auf der rechten, südwestlichen Seite befindet sich ein schlichter zweigeschossiger Anbau, auf der linken, nordöstlichen Seite ein zweigeschossiger, zweiflügliger niedriger Anbau mit Dreiecksgiebel und vorgesetzten, von Säulen getragenen Arkadengang.
Nördlich des Herrenhauses liegt die zum Gut gehörende kleine Kirche St Blaise, die spätestens 1335 erwähnt wird, aber im Kern wohl schon aus dem 13. Jahrhundert stammt. Von 1863 bis 1864 wurde sie  Kirche restauriert. Die einschiffige Kirche besitzt über dem Giebel einen Dachreiter und im Inneren mehrere Grabdenkmäler.